# Högnhöfði
Högnhöfði är ett berg i republiken Island. Det ligger i regionen Suðurland, 70 km öster om huvudstaden Reykjavík. Toppen på Högnhöfði är 1 002 meter över havet.
Trakten runt Högnhöfði är nära nog obefolkad, med mindre än två invånare per kvadratkilometer. Närmaste större samhälle är Reykholt, omkring 20 kilometer söder om Högnhöfði. Trakten runt Högnhöfði består i huvudsak av gräsmarker.